# Stictolampra moultoni
Stictolampra moultoni är en kackerlacksart som först beskrevs av Hanitsch 1923.  Stictolampra moultoni ingår i släktet Stictolampra och familjen jättekackerlackor. Inga underarter finns listade i Catalogue of Life.